# Estação Xochimilco
A Estação Xochimilco é uma das estações do VLT da Cidade do México, situada na Cidade do México, seguida da Estação Francisco Goitia. Administrada pelo Servicio de Transportes Eléctricos de la Ciudad de México (STECDMX), é uma das estações terminais da Linha 1.
Foi inaugurada originalmente em 14 de setembro de 1995. Entre 2007 e 2008, a estação foi reconstruída para modernização e aumento de sua capacidade. Localiza-se no cruzamento da Avenida Cuauhtémoc com a Rua Gladiolas. Atende o bairro San Pedro, situado na demarcação territorial de Xochimilco.
O nome Xochimilco é derivado dos vocábulos náuatles xōchi (flor), mīl (milpa, campo cultivado) e co (local), que combinados significam local de cultivo de flores ou milpa de flores.